# Mykola Serow

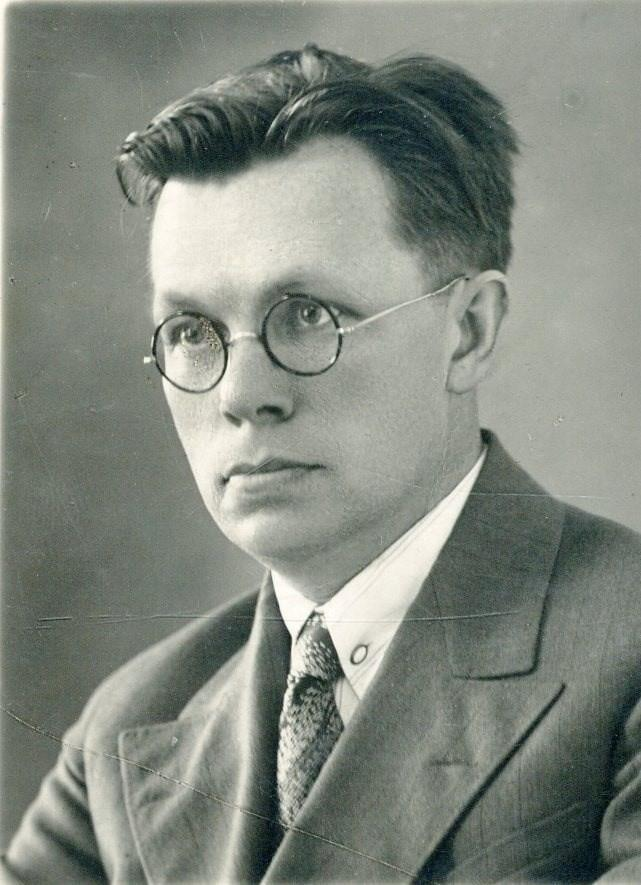
Mykola Serow (1920)

Mykola Kostjantynowytsch Serow (ukrainisch Микола Костянтинович Зеров, russisch Николай Константинович Зеров/Nikolai Konstantinowitsch Serow; * 14. Apriljul. / 26. April 1890greg. in Sinkiw, Gouvernement Poltawa, Russisches Kaiserreich; † 3. November 1937 in Sandarmoch, Karelische Autonome Sozialistische Sowjetrepublik) war ein ukrainischer Altphilologe, Übersetzer und Dichter. Er gehört der „erschossenen Wiedergeburt“, einer durch die Stalinistischen Säuberungen ermordeten Generation von Künstlern der Ukrainischen SSR an.

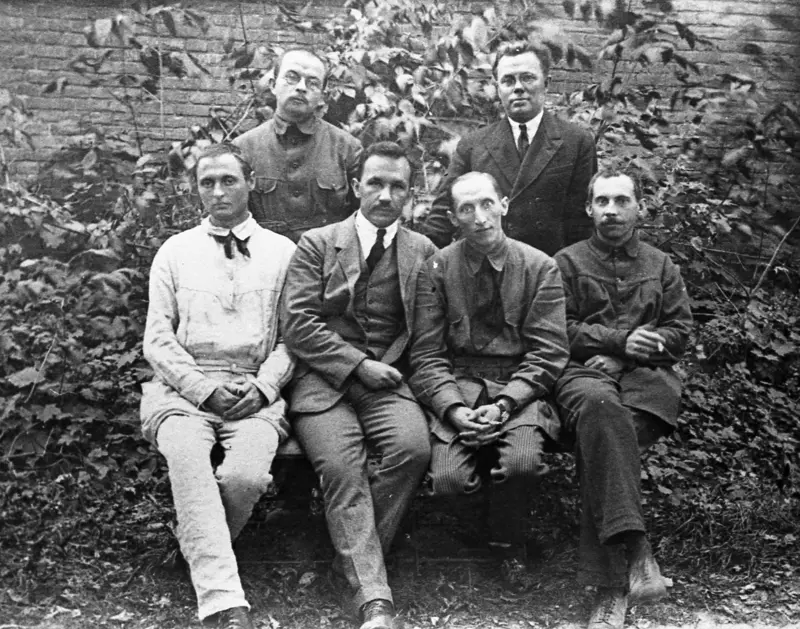
Ukrainische Neoklassiker. Stehen v. l. n. r.: Wiktor Petrow, Mykola Serow, sitzen v. l. n. r.: Jurij Klen, Pawlo Fylypowytsch, Feliks Jakubowskyj, Maksym Rylskyj. Baryschiwka, 1920er

Mykola Serow gehörte als Dichter neben Maksym Rylskyj zu den bedeutendsten Vertretern des ukrainischen Neoklassizismus. An der Universität Kiew wirkte er als Altphilologe. Er übersetzte sowohl Werke antiker, vor allem römischer, als auch französischer Autoren ins Ukrainische. Serow wandte sich an ein gebildetes, ästhetisch geschultes Publikum. Politische Themen mied er, obwohl er zeitweise bestrebt war, in seinem Werk die antike Tradition mit dem neuen sozialistischen Realismus zu verknüpfen. Seine Sonette, Alexandriner und elegischen Distichen orientierten sich stark an der antiken Dichtung und hatten zumeist auch antike Themen zum Inhalt. Als ukrainisch schreibender Autor geriet er in Konflikte mit dem stalinistischen Regime und wurde ins Solowki-Lager im Weißen Meer deportiert, und als einer von mehr als 1100 ukrainischen Intellektuellen auf Anordnung Stalins mit fast 300 Anderen am 3. November 1937 exekutiert. Seine Werke wurden erst später rehabilitiert.

## Schriften
- Антологія римської поезії. // Anthologie der römischen Dichter. Kyjiw, 1920
- Нова українська поезія. Антологія. // Neue ukrainische Poesie. Anthologie. Kyjiw, 1920
- Перец І. Л., Народні оповідання. // Jizchok Leib Perez. Volkserzählungen. Übersetzung aus dem Hebräischen von Mykola Serow und O. Ger, Kyjiw, 1920
- Камена. // Die Kamene. Kyjiw 1924; 1943
- Нове українське письменство. // Neue ukrainische Literatur. Kyjiw 1924; München 1960

- Леся Українка. // Lessja Ukrajinka, Kyjiw, 1924
- Сяйво. Xрестоматія. // Licht. Chrestomathie. Hrsg. Mykola Serow. Kyjiw 1924
- Григорій Сковорода. Вірші латинською мовою // Grigorij Skoworoda. Gedichte auf Latein. Übersetzung aus dem Lateinischen von Mykola Serow. 1924
- Валерій Брюсов. 1873—1924. // Waleri Brjussow. 1873—1924. Kyjiw, 1925 (14 Übersetzungen aus dem Russischen ins Ukrainische von Mykola Serow)
- До джерел. Збірник статей // Zu den Quellen. Sammlung von Artikeln. «Слово», Kyjiw, 1926; 1943
- Словацький, Мазепа, Трагедія на п'ять актів. // Juliusz Słowacki: Masepa. Übersetzung und Vorwort von Mykola Serow. Kyjiw, 1926
- Наші літературознавці і полемісти. // Unsere Literaturkritiker und Polemiker. 1926
- Квітка й українська проза. // Kwitka und spätere ukrainische Prosa. 1928
- У справі віршованного перекладу. // Zur Frage der Poesieübersetzung. 1928
- Літературна позиція Старицького // Literarische Stellung von Staryzkyj. 1929
- Від Куліша до Винниченка. // Von Kulisch bis Wynnytschenko. Kyjiw, 1929
- До джерел. // Zu den Quellen. Krakau-Lwiw, 1943
- Sonnetarium, Berchtesgaden, 1948
- Catalepton. Philadelphia, 1952
- Corollarium. München, 1958
- Вибране // Ausgewählte Werke. Kyjiw 1966
- Лекції з історії української літератури // Vorlesungen zur Geschichte der ukrainischen Literatur. Oakville 1977